# Koning der dieren

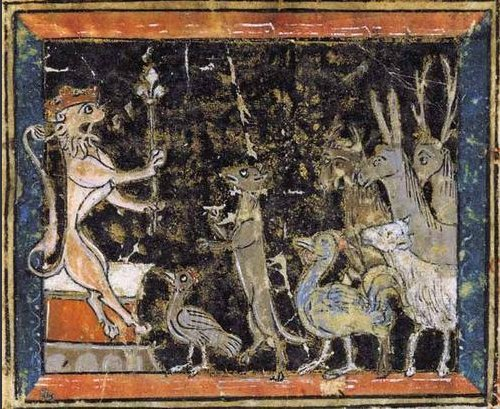
Audiëntie door koning Noble op een 13e-eeuwse miniatuur bij de Roman de Renart

De koning der dieren is de diersoort die in de verbeelding van een menselijke cultuur de symbolische toppositie inneemt en heerst over het dierenrijk. Deze antropomorfe rol werd toegedicht aan leeuwen, olifanten, arenden, beren, tijgers en andere dieren. Hun koningschap vindt vaak uitdrukking in een bijzondere verering.

## Geschiedenis
Al sinds de prehistorie was de cultus van de beer in de noordelijke hemisfeer een van de meest verspreide. Ook bij de Kelten en de Germanen was dat het geval, al was die primauteit niet onbetwist. Voor de klassieke culturen was de leeuw belangrijker en ook wel de olifant. Onder invloed van het christendom kalfde het imago van de beer af ten gunste van de leeuw, die op betere Bijbelse referenties kon bogen. Isidorus van Sevilla noemde de leeuw in de 7e eeuw koning van de wilde dieren (rex omnium bestiarum). Bij de opkomst van de heraldiek in het midden van de 12e eeuw was er voor de beer nagenoeg geen plaats. De leeuw won het pleit, maar stond in competitie met de adelaar, die vooral in keizerlijke landen als een meer waardige opvolger van de beer werd gezien. In de 13e-eeuwse bestiaria en encyclopedieën, zoals die van Vincent de Beauvais en Thomas van Cantimpré, werden de kracht en moed van de leeuw onderstreept, die onomwonden tot koning van alle dieren (rex omnium animalium) werd verklaard.

## Voetnoten
1. ↑  Michel Pastoureau, Une histoire symbolique du Moyen Age occidental, 2004